# Pygmalion (Shaw)
Pour les articles homonymes, voir Pygmalion.
 (janvier 2019).
Si vous disposez d'ouvrages ou d'articles de référence ou si vous connaissez des sites web de qualité traitant du thème abordé ici, merci de compléter l'article en donnant les références utiles à sa vérifiabilité et en les liant à la section « Notes et références ».
Pygmalion est une pièce de théâtre du dramaturge et compositeur irlandais George Bernard Shaw (1856-1950), écrite en 1912 et représentée pour la première fois le 11 avril 1914 sur la scène de Her Majesty's Theatre de Londres, avec Mrs. Patrick Campbell et Herbert Beerbohm Tree dans les rôles principaux.

## Argument
L’argument de cette pièce de G. B. Shaw, peut-être la plus connue des spectateurs français, est simple : un linguiste londonien, professeur de phonétique, Henry Higgins, parie avec un ami officier, le colonel Pickering, qu’il transformera en peu de temps une petite fleuriste inculte, affectée d’un fort accent faubourien, en vraie lady.
Nommée d'après le personnage mythologique qu'est Pygmalion, la pièce homonyme vise à critiquer la respectabilité des classes moyennes.
Pygmalion, pièce écrite par George Bernard Shaw en 1912, raconte l’histoire de deux gentlemen britanniques se rencontrant, un soir, à Covent Garden. L’un, Henry Higgins, est un professeur spécialisé dans la science de la phonétique, et l’autre, le colonel Pickering, est un linguiste spécialisé dans les dialectes indiens. Ils font à deux le pari fou de transformer une jeune fleuriste, Eliza Doolittle, en une duchesse aux excellentes manières. Ce pari est dès le départ sous-entendu comme irréalisable par Shaw, ce qui annonce d’ores et déjà l’importante fragmentation sociale en Grande-Bretagne à cette époque.
Le lendemain, la jeune femme se présente à Wimpole Street, où le colonel Pickering accepte de payer la totalité de la transformation si cette dernière réussit. L’expérience dure plusieurs mois, pendant lesquels Eliza est conviée à différents événements, et l’expérience est une réussite. Cependant elle ne sait pas ce qu’elle doit accomplir : elle a quitté son monde et tous ses repères pour entrer dans un univers qui ne lui correspond pas.

## ActeI
Une soirée pluvieuse à Londres, au début du siècle. Sous les colonnes de Covent Garden se sont réfugiés les passants surpris par l'averse. À la suite d'un quiproquo, l'un d'eux, Henry Higgins, phonéticien réputé, fait la connaissance d'un collègue, le colonel Pickering, et d'une pauvre fleuriste, Eliza Doolittle. Après s'être vanté de pouvoir, par des leçons de prononciation, faire passer Eliza pour une duchesse, Higgins, dans un élan charitable, lui jette une somme d'argent importante. Les deux collègues partis, la fleuriste rentre chez elle en taxi, sous le regard surpris d'un jeune aristocrate ruiné, Freddy Eynsford-Hill.

## ActeII
Wimpole Street, le riche et désordonné appartement de Higgins. Alors que Henry et Pickering font des expériences de phonétique, Mrs Pearce, la gouvernante de Higgins, présente une jeune fille à l'aspect médiocre : c'est Eliza Doolittle. La fleuriste a l'intention de prendre des cours de prononciation afin d'ouvrir sa boutique de fleuriste. Séduit par l'idée, Pickering propose un pari à son ami : faire d'Eliza une femme du monde et l'introduire au bal de l'ambassade qui aura lieu six mois après. Malgré quelques réticences du côté de Mrs Pearce et d'Eliza, Higgins accepte aussitôt. De nouveaux problèmes surgissent lorsque le père d'Eliza arrive, éboueur sans scrupules, tout décidé à laisser sa fille à Higgins s'il peut y gagner quelque chose. Fort amusé par les thèses de Doolittle sur la société, Higgins accorde cinq livres au bonhomme, qui quitte alors la maison.

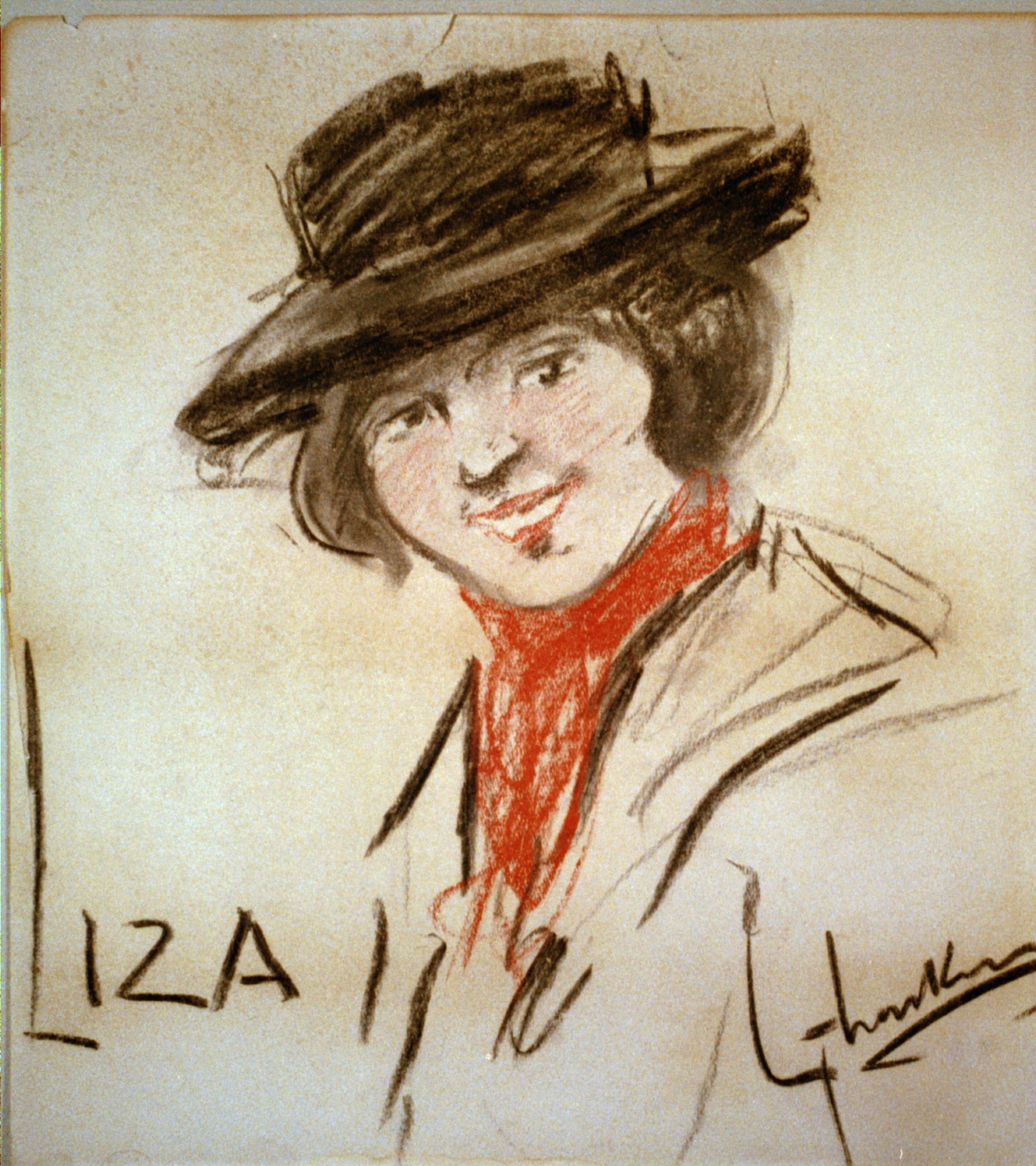
Eliza Doolittle dessinée par George Luks en 1908.

Ajout inséré dans l'édition de 1941 : la première leçon d'Eliza Doolittle. La fleuriste apprend avec une rapidité stupéfiante les subtilités phonétiques. Elle reçoit les critiques d'Higgins et les compliments de Pickering.

## ActeIII
L'appartement luxueux de la mère de Higgins. En guise de répétition pour le bal de l'ambassade, Henry et Pickering ont décidé d'afficher leur élève devant les quelques convives de Mrs Higgins (les mêmes personnages que dans l'acte 1 à Covent Garden : la famille Eynsford-Hill).
Eliza s'y montre physiquement métamorphosée. Son accent est absolument parfait. Mais comme le fait remarquer Higgins à sa mère, l'important n'est pas seulement comment Eliza prononce mais aussi ce qu'elle prononce. Les quelques phrases indécentes lâchées par la jeune fille stupéfient son auditoire. Alors que sa mère se scandalise, le jeune Freddy tombe aussitôt amoureux d'Eliza. Après le départ des convives, Higgins et Pickering accablent Mrs Higgins de commentaires sur leur projet.
Ajout inséré dans l'édition de 1941 : Le bal de l'ambassade. Après des mois de travail, Eliza est enfin prête. Son langage et ses manières constituent une insulte pour tous les invités, y compris un ancien élève de Higgins, Nepommuck, Hongrois qui fait de la fleuriste sa compatriote au grand amusement de Higgins et Pickering. Jugeant que l'expérience s'est avérée satisfaisante, les trois personnages rentrent chez eux.

## ActeIV
La maison de Higgins. Higgins, Pickering et Eliza rentrent du bal. La prestation de la fleuriste a dépassé toutes les espérances, elle est prise pour une princesse. Mais les deux collègues, épuisés, accordent peu d'attention à la jeune fille et montent se coucher sans même la féliciter. À la recherche de ses pantoufles, Higgins redescend et retrouve Eliza hors d'elle-même. Après lui avoir jeté ses chaussons à la tête, Eliza lui explique sa douloureuse situation : elle n'appartient plus à aucun milieu social ; elle ne peut plus vendre de fleurs, elle ne peut plus que se vendre elle-même en se mariant, ce qui lui semble de la prostitution ; elle n'a plus rien à elle : toutes ses affaires ont été payées par Pickering. Désireuse de se venger de Henry, qui se méprend sur son comportement, la fleuriste le met hors de lui en lui rendant une bague dont il lui avait fait cadeau. Higgins sort en claquant la porte.
Ajout inséré dans l'édition de 1941 : Eliza s'enfuit de la maison de Higgins et rencontre dans la rue le jeune Freddy, qui, fou amoureux d'elle, hante la rue depuis plusieurs semaines. Le jeune homme réussit à convaincre la fleuriste de sa passion et l'embrasse sous les yeux désapprobateurs de plusieurs policemen. Réconfortée, Eliza décide de se rendre chez Mrs Higgins, qui l'aidera à trouver une solution.

## ActeV
L'appartement de Mrs Higgins. Higgins et Pickering, déstabilisés par la fuite d'Eliza, sont venus demander conseil à la vieille dame lucide. Ils y rencontrent Doolittle, devenu un riche bourgeois à la suite d'une plaisanterie de Higgins et qui a décidé d'épouser sa compagne. Après les avoir fait languir un moment, Mrs Higgins avoue aux collègues qu'Eliza se trouve dans la maison même et qu'elle accepte de les voir s'ils se montrent un peu plus chaleureux. Mrs Higgins soutient Eliza car elle n'approuve pas que Higgins et Pickering ne se soient pas interrogés sur le devenir d'Eliza après sa transformation. L'ancienne fleuriste arrive alors, stupéfie Pickering et irrite Higgins par l'élégance de ses manières. S'ensuit une longue discussion en tête à tête entre la jeune fille et le phonéticien, discussion au terme de laquelle Higgins avoue à Eliza qu'elle lui manquera si elle quitte Wimpole Street. Mais le professeur refusant de changer ses manières à son égard, Eliza fait part de sa décision d'épouser Freddy. Tout le monde se rend alors au mariage de Doolittle, excepté Higgins. La pièce se termine sur le rire du phonéticien lorsqu'il envisage le mariage d'Eliza et Freddy.

## Fin
La fin de Pygmalion provoqua beaucoup de critiques selon lesquelles une pièce ne pouvait se terminer que par un mariage entre les deux personnages principaux. Pour réagir à cette polémique, George Bernard Shaw écrivit un essai défendant l'union d'Eliza et Freddy, expliquant les raisons de cette fin et relatant les débuts du ménage.

## Commentaires
Dans la pièce de Shaw, Henry Higgins n'a en commun avec le personnage mythologique de Pygmalion que sa misogynie et sa situation envers Eliza (il fait d'elle une nouvelle femme). Sa relation avec la jeune fleuriste, comme le stipule Shaw dans son essai, est totalement dénuée de romantisme, ce personnage est grossier envers la jeune fille. Eliza, quant à elle, bien qu'elle demande dans la scène finale un peu plus d'affection de la part du phonéticien, n'est pas plus attirée sentimentalement. Son mariage avec Freddy est d'ailleurs une preuve suffisante de la nature de ses sentiments. À la fin de son essai, Shaw définit ainsi la liaison d'Eliza envers Higgins : elle n'est pas amoureuse de lui, ce qui ne signifie pas qu'elle rompra toute relation avec lui et qu'il ne demeurera pas l'un des grands personnages de sa vie. Il l'intéresse immensément. Elle sait que son indifférence a plus de valeur que l'amitié d'âmes plus ordinaires. Il arrive même qu'elle désire se retrouver seule avec lui sur une île déserte pour le faire tomber amoureux d'elle. Mais dans la réalité, c'est Freddy et Pickering qu'elle aime, alors qu'elle n'aime pas Higgins ni son père. Et Shaw conclut ainsi : « Galatée n'aime jamais Pygmalion d'un amour parfait. Leur relation est trop olympienne pour être agréable. »
Cette pièce pose aussi l'interrogation : « Est-on autorisé à changer de cette manière le cours de la vie d'une personne ? » Il faut en effet bien plus que des bonnes manières et un bon vocabulaire pour pouvoir changer de classe. Eliza se retrouve certes très bien éduquée mais sans argent. Ce changement a-t-il été une bonne chose pour la jeune fille ?

## Personnages
- Henry Higgins, phonéticien de génie âgé d'une quarantaine d'années
- Eliza Doolittle, vendeuse de fleurs ambitieuse, dix-huit à vingt ans
- Pickering, colonel à la retraite, gentleman entre deux âges
- Alfred Doolittle, éboueur philosophe entre deux âges
- Mrs Higgins, vieille dame sardonique, mère de Henry Higgins
- Freddy Eynsford-Hill, jeune aristocrate romantique et ruiné
- Mrs Pearce, gouvernante de Higgins
- Nepommuck, phonétiste d'origine hongroise, ancien élève de Higgins
- Mrs Eynsford-Hill, mère de Freddy et Clara
- Clara Eynsford-Hill, sœur de Freddy
- Un spectateur
- Un spectateur sarcastique

## Relation entre l'auteur et son actrice
Mrs Patrick Campbell (1865-1940), née Béatrice Stella Tanner, était une célèbre actrice anglaise, d’une beauté exceptionnelle, au regard de feu. Ayant adopté le patronyme de son époux, elle devint veuve en 1900, à 35 ans, avec deux enfants à charge. Georges Bernard Shaw (1856-1950) était un critique anticonformiste et grand dramaturge adulé par le tout Londres qui obtint notamment le prix Nobel de littérature en 1925. Ce qui fit le lien entre eux, ce fut une correspondance amoureuse qu’ils échangèrent (avec quelques interruptions) durant quarante années de 1899 à 1939. Cette correspondance, peut être unique dans l’histoire littéraire, reposait sur une complicité, une amitié forte, tout en restant tout à fait platonique. Lorsqu’ils commencèrent à correspondre, les deux épistoliers étaient au faîte de leur gloire : Elle, très occupée à jouer des deux côtés de l’Atlantique et Lui, enchaînant les pièces à succès. Shaw tenta de la convaincre d’accepter le rôle principal dans sa dernière pièce écrite pour elle : Pygmalion. Elle cabotine, fit mine de se dérober avant de finir par accepter. En 1914, Mrs Patrick Campbell créa le personnage d'Eliza Doolittle, la petite marchande de fleurs, et connut un succès considérable dans ce rôle avec son bel accent faubourien dit cockney.
Leur correspondance inspira une pièce de théâtre à Jérôme Kilty, mise en scène, en 1957, sous le nom de Cher menteur (Dear Liar).

## Reprise de la pièce à Paris en 1955
En 1954, Jean Marais demande à Jean Wall , avec qui il s’était bien entendu en 1949 pour la pièce Chéri de Colette, de mettre en scène cette fois la pièce Pygmalion de G. B. Shaw. Après trois jours de répétition, Jeanne Moreau, interprète du rôle d’Eliza Doolittle, ne supporte pas la manière dont Wall travaille et dit clairement à Marais : « Ce sera lui ou moi. Je ressens toujours le contraire de ce qu’il indique ». Marais qui tient à Moreau plus que tout, car sans elle la pièce n’aurait plus d’intérêt, demande à Jean Wall de céder sa place. Mais, le remplacer par qui ? « Par toi » répond Moreau. Il va donc devoir mener de front trois tâches à la fois : assumer les représentations de La Machine infernale de Cocteau (avec Jeanne Moreau), le tournage du film Futures Vedettes de Marc Allégret (avec Brigitte Bardot) et la mise en scène de Pygmalion. Pour cela, il prend une chambre dans un hôtel en face du théâtre des Bouffes-Parisiens, dort quelques heures par nuit. Il joue, répète, dirige apprend le rôle du professeur Higgins, s’occupe des décors, des costumes, veille à tous les détails. De plus étant un sacré perfectionniste, Carole Weisweiller raconte, dans sa biographie, qu’aux répétitions, le chapeau d’Eliza ne plaisait pas à Marais : « Trop grand, trop petit, trop de fleurs, pas assez… Finalement, à bout de patience, Marais arrangea lui-même le chapeau » ; de même l’histoire du rideau de pluie londonien qui tantôt reste invisible, tantôt inonde les spectateurs : c'est un combat avec la technique dont Marais sortira vainqueur.
Marais est un Pygmalion teinté d’humanité, magnifique d’élégance sarcastique. « Ce n’est pas sa faute : tout au long de sa longue carrière, il n’aura jamais réussi à rendre vraiment antipathique un personnage antipathique ». Le rôle de Pygmalion est pour lui un test. Alors que de nombreux critiques n’ont cessé de lui reprocher une voix insuffisante par rapport à son coffre, il doit interpréter un puriste de la phonétique. Il fera donc, en toute humilité, comme un débutant, des exercices de diction avec un crayon entre les dents et réussira à placer sa voix avec abus de cigarettes et cette discipline lui sera payante à la fin.
La pièce a connu un gros succès et Jeanne Moreau y fut pour beaucoup. Elle fut remarquable dans le rôle d’Eliza, en petite jeune femme des faubourgs de Londres qui se transforme en une véritable lady. Qui d’autre qu’elle aurait pu incarner aussi bien ces deux personnages extrêmes ?
Mise en scène
- Création le 15 janvier 1955 : Théâtre des Bouffes-Parisiens (Paris)[5]
- Traduction - version française : Henriette et Augustin Hamon
- Adaptation : Claude-André Puget
- Mise en scène, scénographie et costumes : Jean Marais
- Production : Théâtre des Bouffes-Parisiens (Paris)

Distribution
- Suzanne Dehelly : Madame Pearce
- Michel Etcheverry : Colonel Pickering
- Jean Marais : Henri Higgins
- Jeanne Moreau : Eliza Doolittle
- Noël Roquevert : Alfred Doolittle
- Colette Régis
- Alain Nobis
- et aussi : Blanche Ariel, France Soulie, Hugette Donga, J.C. Fontana, Paul Rieger.

La pièce a aussi été jouée du 25 au 27 janvier 1957, à Lyon au Théâtre des Célestins, dirigée par Charles Gantillon, avec les comédiens : Magali Noël, Colette Régis, Charlotte Clasis, Louise Rioton, Simone Matil, Jacqueline Hebel, Jacques Dacqmine, Michel Etcheverry , Charles Lavialle, Jean-Charles Fontana, Max de Guy, Henri Lalanne.

## Reprise de la pièce à Paris en 1993
- Création le 23 février 1993 : Théâtre Hébertot (Paris)
- Mise en scène : Bernard Murat
- Assistant mise en scène : Catherine Allary
- Adaptation : Claude-André Puget
- Scénographie : Nicole Sire
- Costumes : Dominique Borg
- Lumières : Jacques Wenger
- Son : Michel Maurer
- Musique : Bruno Rigutto
- Production : Théâtre Hébertot (Paris)

Distribution
Sophie Marceau, Micheline Boudet, Lambert Wilson, Michel Duchaussoy, Pierre Doris, Yveline Ailhaud, Régine Blaess, Stéphanie Murat, Pierre-Arnaud Juin, Urbain Cancelier, Daniel Milgram, Élise Arpentinier, Frankie Pain, Virginie Vignon et Catherine Rouvel en tournée.

## Adaptations cinématographiques et musicales
- En 1935, une première adaptation pour le cinéma est tournée en Allemagne par le réalisateur Erich Engel, avec Jenny Jugo (Éliza Doolittle), Gustaf Gründgens (le professeur Higgins) et Hedwig Bleibtreu (Mrs. Higgins).
- En 1937, une deuxième adaptation est tournée cette fois aux Pays-Bas par le réalisateur Ludwig Berger, avec Lily Bouwmeester (Éliza Doolittle), Johan De Meester (le professeur Higgins) et Emma Morel (Mrs. Higgins).
- La troisième adaptation de la pièce au cinéma, Pygmalion, est un film britannique réalisé en 1938 par Anthony Asquith et Leslie Howard, ce dernier incarnant le professeur Higgins aux côtés de Wendy Hiller (Éliza Doolittle) et Marie Lohr (Mrs. Higgins).
- En 1964, aux USA, George Cukor réalise un film basé sur la comédie musicale My Fair Lady et la pièce de George Bernard Shaw. Mis en musique par Frederick Loewe et André Prévin, les principaux interprètes en sont Audrey Hepburn, Eliza Doolittle, et Rex Harrison, le professeur Henry Higgins. Le film sort en France le 23 décembre 1964 en conservant son titre en anglais qui est aussi celui de la comédie musicale.
- En 1977, en URSS, Aleksandr Arkadievitch Belinski (ru) enregistre le spectacle de ballet basé sur la pièce de George Bernard Shaw mise en musique par Timour Iossifovitch Kogan (ru) et Frederick Loewe. Chorégraphié par Dmitri Aleksandrovitch Briantsev (ru), les principaux interprètes en sont Ekaterina Maximova, Eliza Doolittle, et Māris Liepa, le professeur Henry Higgins. Le film sort le 15 février 1977 sous le titre Galatée (ru)[7]

- Après la disparition de Shaw en 1950, les compositeurs Alan Jay Lerner et Frederick Loewe en feront en 1956 une comédie musicale, My Fair Lady, en l'amputant totalement de sa fin cynique - qu'expliquait Shaw dans sa préface - montrant que posséder le langage des classes aisées sans disposer en même temps de leur fortune ne changeait rien à la condition de quiconque.
- La fin de Pygmalion a été modifiée à l'occasion de ses adaptations cinématographiques ou musicales. George Bernard Shaw était très attaché à sa version. Il ne céda que sous la pression du producteur Gabriel Pascal. Dans cette adaptation, le professeur Higgins rentre chez lui en solitaire et fait fonctionner un des disques reproduisant la voix d'Eliza. Celle-ci se glisse alors dans la pièce et le surprend.
- Plusieurs scènes de la pièce, telles que le bal de l'ambassade, ont été écrites par Shaw à l'occasion de l'adaptation cinématographique de Gabriel Pascal. Elles n'intègrent donc la pièce que lors de l'édition de 1941.
- La sœur de Freddy Eynsford-Hill, Clara, perd beaucoup d'importance dans l'adaptation de Pascal. Elle est absente de la version musicale.
- Le personnage du phonétiste hongrois Nepommuck, créé lors de l'adaptation de Pascal, prend dans la version musicale le nom de Zoltan Kaparthy.
- La pièce est adaptée pour la télévision américaine en 1963 dans un téléfilm réalisé par George Schaefer, avec Julie Harris dans le rôle d'Éliza Doolittle, James Donald dans celui du professeur Higgins et Gladys Cooper dans celui de Mrs. Higgins. Gladys Cooper reprend le rôle l'année suivante dans le film My Fair Lady, le film de George Cukor qui adapte la comédie musicale tirée de Pygamlion.
- En 1983, une production télévisée canado-américaine, réalisée par Alan Cooke, est jouée par Margot Kidder (Éliza), Peter O'Toole (Higgins) et Frances Hyland (Mrs. Higgins).